# Leonel Suárez
Leonel Suárez (Holguín, 1 de septiembre de 1987) es un atleta cubano de decatlón. En su carrera deportiva ostenta dos medallas de bronce en Juegos Olímpicos; un subcampeonato mundial en Berlín 2009 y un título panamericano.

## Trayectoria
En el año 2006, Suárez empezó a entrenar bajo la dirección de Gabino Azorla, y ya en los Juegos Panamericanos de 2007 se ubicaba en el cuarto puesto del decatlón con una marca de 7936 puntos.
Para el 2008, había logrado el récord nacional con 8451 puntos antes de asistir a su primera cita olímpica en Pekín. En este evento, y apenas con veinte años, se coló en el podio y peleó hasta la última prueba de los 1500 m la medalla de plata con el bielorruso Andrei Krauchanka quien acabó con 8551 puntos, mientras Suárez acumuló 8527, nueva marca nacional. Con la presea bronceada, el cubano se convirtió en el tercer representante de un país del continente americano en entrar al medallero olímpico, pues hasta esos Juegos únicamente atletas de los Estados Unidos y Canadá lo habían logrado. La hazaña le mereció el reconocimiento de «Novato del año» en su país.
Para el 2009, obtuvo el triunfo en el Campeonato Centroamericano y del Caribe en La Habana con puntaje de 8654, con el que mejoró su desempeño en Pekín. Posteriormente asistió a su primer mundial de atletismo, el cual tuvo lugar en Berlín, y allí se llevó el subcampeonato absoluto por delante de Alexandr Pogorelov, totalizando 8640 puntos.
Suárez se presentó por segunda ocasión al campeonato mundial, esta vez en Daegu 2011. Antes de la última prueba, parecía tener asegurada la medalla plateada, pero el estadounidense Ashton Eaton le sacó la ventaja suficiente en los 1500 m y se colocó apenas a cuatro puntos arriba en la tabla final: Eaton acumuló 8505 puntos por 8501 del caribeño.
Sin embargo, en los Juegos Panamericanos de ese año estableció una nueva marca de la competencia al acumular 8373 puntos. Era la primera ocasión que un cubano se alzaba con el triunfo panamericano en dicha prueba.
El 2012, se presentó a los Juegos Olímpicos de Londres, pero su preparación había iniciado en enero de ese año, ya que había sufrido problemas de presión arterial. Pese a todo, se ubicó en el podio por cuarta vez consecutiva en eventos élite del atletismo, como lo son las olimpiadas y campeonatos mundiales.
Su puntaje fue 8523, cuatro menos que en Pekín, lo que le valió la medalla de bronce por detrás de los estadounidenses Ashton Eaton y Trey Hardee que se llevaron el oro y la plata respectivamente. En Londres obtuvo las mejores marcas del decatlón en las pruebas de salto de altura (2,11 m) y lanzamiento de jabalina (76,94 m).
En la temporada del año 2013, Suárez no participó en ninguna competencia antes del campeonato mundial de Moscú debido a una lesión en la rodilla, por lo que en dicho certamen internacional se ubicó en el décimo puesto de la clasificación general con 8317 puntos.
Para el año 2015 tuvo participación en los Juegos Panamericanos de  Toronto pero abandonó la competencia debido a una calcificación en uno de sus talones, lo que le impidió además su asistencia al campeonato mundial de Pekín.
Pese a los problemas en su estado físico, a lo que se sumó que en mayo del 2016 padeció de varicela, se presentó a sus terceros Juegos Olímpicos en Río de Janeiro y se ubicó en la sexta posición con 8470 puntos acumulados. El 2017 se presentó en Londres para su cuarta presentación en campeonatos del mundo, pero no acabó la certamen con apenas una prueba iniciada. El 2018 se adjudicó la medalla de oro de los Juegos Centroamericanos y del Caribe de Barranquilla con 8026 puntos. Participó en los Juegos Panamericanos de 2019 en los que ocupó la quinta posición con 7799 puntos.

## Marcas personales
| Prueba            | Marca/ Viento | Lugar                | Fecha      |
| ----------------- | ------------- | -------------------- | ---------- |
| 100 m             | 10,90 s -0,6  | Pekín, (CHN)         | 21/08/2008 |
| 400 m             | 47,65 s       | La Habana (CUB)      | 03/07/2009 |
| 1500 m            | 4:16,70       | Götzis (AUS)         | 1/06/2008  |
| 110 m vallas      | 14,12 s 2,0   | Ratingen (GER)       | 22/06/2008 |
| Salto de altura   | 2,17 m        | La Habana (CUB)      | 7/03/2008  |
| Salto con pértiga | 5,00 m        | Berlín (GER)         | 20/08/2009 |
| Salto de longitud | 7,52 m 0,5    | Londres (GBR)        | 8/08/2012  |
| L. de peso        | 15,20 m       | Berlín (GER)         | 19/08/2009 |
| L. de disco       | 47,07 m       | Río de Janeiro (BRA) | 18/08/2016 |
| L. de jabalina    | 78,29 m       | La Habana (CUB)      | 18/03/2016 |
| Decatlón          | 8654 pts.     | La Habana (CUB)      | 4/07/2009  |